# Ulrich Hahn
Ulrich Hahn (ur. 5 listopada 1955 w Elbingerode) − były enerdowski saneczkarz startujący w dwójkach w parze ze starszym bratem Berndem.
Na mistrzostwach świata zdobył dwa medale złote (w 1974 i 1981). Na mistrzostwach Europy trzykrotnie był drugi (w 1973, 1978 i 1980). W 1975 wywalczył brązowy medal.
Jego żoną jest Christine Scheiblich, mistrzyni olimpijska w wioślarstwie z 1976.

## Osiągnięcia

### Igrzyska Olimpijskie
| Rok  | Miejsce     | Dwójki |
| ---- | ----------- | ------ |
| 1976 | Innsbruck   | 16.    |
| 1980 | Lake Placid | 4.     |